# Massacro del Templo Mayor

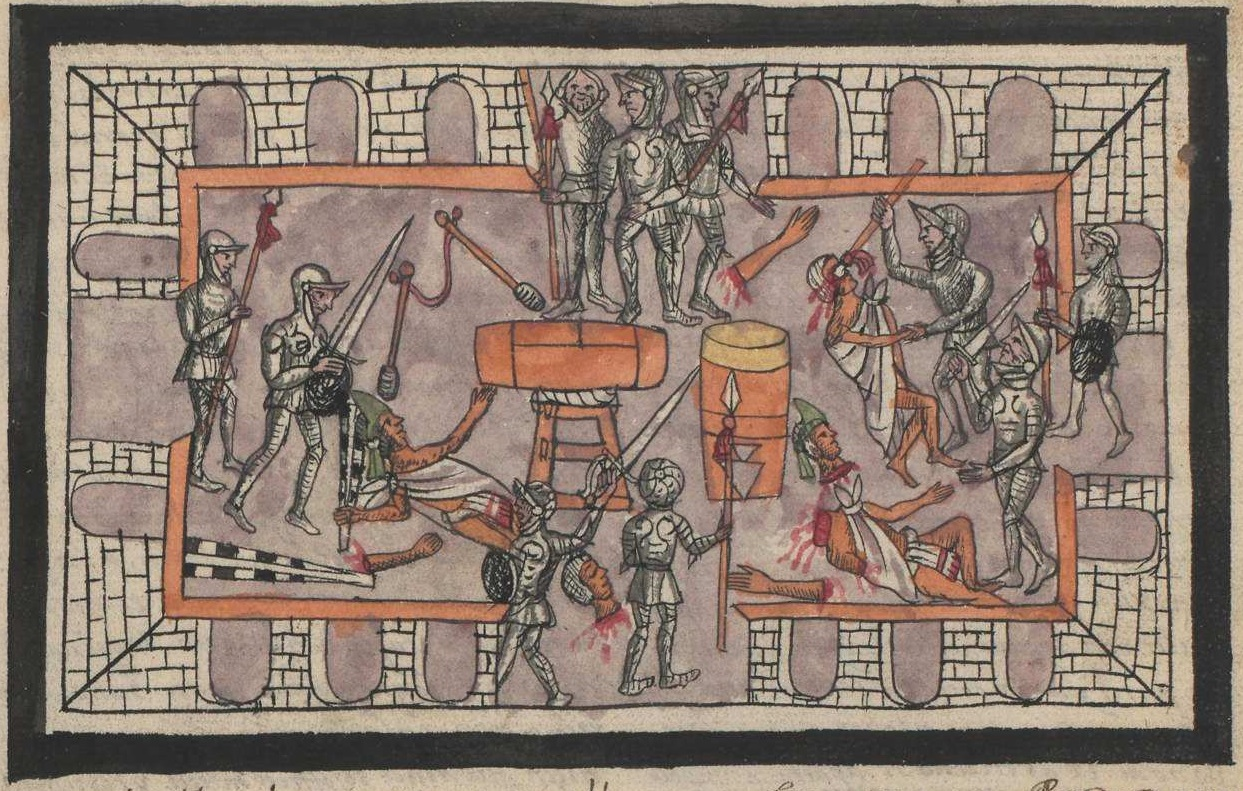
Una rappresentazione del massacro tratta dal Codice Durán

Il massacro del Tempio Maggiore presente nella capitale azteca di Tenochtitlán è un episodio della conquista dell'impero azteco, avvenuto il 10 maggio 1520.

## Storia
Mentre Hernán Cortés si trovava a Tenochtitlan, seppe di altri spagnoli che stavano giungendo sulla costa; Pánfilo de Narváez era arrivato da Cuba con l'ordine di arrestarlo, e Cortés fu obbligato ad abbandonare la città per affrontarlo. Durante la sua assenza Montezuma chiese al sostituto di Cortès Pedro de Alvarado il permesso di festeggiare il Toxcatl (una festività azteca in onore di Tezcatlipoca, uno degli dei principali). Dopo l'inizio della cerimonia Alvarado la interruppe uccidendo le persone più importanti della classe nobile azteca.
Secondo la versione spagnola i conquistadores interruppero un sacrificio umano nel Tempio Maggiore in quanto inorriditi e disgustati da quanto visto; gli Aztechi affermarono invece che gli spagnoli erano attratti dall'oro che indossavano. Sia la prima, sia la seconda ragione portarono ai fatti descritti. Questa azione scatenò la ribellione azteca nonostante gli ordini contrari di Montezuma.